# Delano Rigters
Delano Rigters (Coronie, 31 december 1956) is een Surinaams-Nederlands oud-voetballer. Hij speelde voor Voorwaarts, MVV, Robinhood en voor het Surinaamse voetbalelftal. Hij eindigde vier keer als topscorer van de competitie en hielp Robinhood om tien landstitels te winnen. Hij stond meermaals in de finale van de CONCACAF Champions' Cup.

## Biografie
Rigters werd op 12-jarige leeftijd lid van Racing Club Coronie. Als jong kind speelde hij al wedstrijden in het eerste elftal en hij werd een paar keer districtskampioen.
In 1972 verhuisde hij Latour in de hoofdstad Paramaribo. Daar ging hij naar de Technische School en speelde hij in de jeugdopleiding van SV Voorwaarts. In 1974 maakte hij op zijn 18e zijn debuut voor het eerste elftal. Hij speelde meteen het volledige seizoen in de SVB Hoofdklasse.
Hij verliet de club in 1975 om in militaire dienst te gaan. Daar speelde hij voor de Militaire Voetbal Vereniging (MVV). In het eerste seizoen won MVV ongeslagen de SVB Eerste Klasse en promoveerde daarmee naar de SVB Hoofdklasse. In het volgende seizoen kreeg Rigters veel aandacht vanwege zijn scorend vermogen. Andere spelers uit die lichting waren onder meer Edwin Schal, Frits Purperhart en Roy Vanenburg.
In 1976 voegde Rigters zich bij SV Robinhood. Rigters speelde met onder meer Roy George, Arnold Miller, Wilfred Garden, Remie Olmberg, Errol Emanuelson, Milton Lieveld, Harold Held en Roy en John Castillon. De club had een sterk elftal en won met Rigters tussen 1979 en 1989 tien landskampioenschappen. Het was in Robinhood waar Rigters zijn bijnaam DC-10 kreeg. In de CONCACAF Champions 'Cup bereikte het team meermaals de finale zonder die te winnen: in 1976, 1977, 1982 en 1983. In juli 1986 reisde Rigters mee naar Nederland voor vriendschappelijke wedstrijden tegen Excelsior (1-0 verlies), het Kleurrijk Elftal (2-1 verlies), PEC Zwolle (2-1 winst), HFC Haarlem (1-1), FC Volendam (3-3) en Ajax (5-2 verlies).
Rigters speelde bijna zijn hele professionele loopbaan voor het Surinaams voetbalelftal, met uitzondering van een periode in 1978 toen hij niet werd opgeroepen door bondscoach Rob Groener. Hij maakte zijn debuut voor het eerste elftal op 14 november 1976 in een 1-1 gelijkspel tegen Trinidad en Tobago in het André Kamperveenstadion in Paramaribo. Hij scoorde zijn eerste doelpunt voor het  team op 18 september 1977 tegen Trinidad en Tobago tijdens een thuiswedstrijd die met 2-1 werd gewonnen. Hij speelde mee in de kwalificatiewedstrijden van de WK 1978 en de WK 1986, evenals in het CFU-kampioenschap van 1979 en de kwalificatie voor de Caribbean Cup in 1990.
Na zijn verhuizing naar Amsterdam speelde Rigters een seizoen voor Real Sranang in de Vierde Klasse van het amateurvoetbal.